# TAVR Media
 (signalé en juin 2025).
Si vous disposez d'ouvrages ou d'articles de référence ou si vous connaissez des sites web de qualité traitant du thème abordé ici, merci de compléter l'article en donnant les références utiles à sa vérifiabilité et en les liant à la section « Notes et références ».
- Archive Wikiwix
- Bing
- Cairn
- DuckDuckGo
- E. Universalis
- Gallica
- Google
- G. Books
- G. News
- G. Scholar
- Persée
- Qwant
- (zh) Baidu
- (ru) Yandex
- (wd) trouver des œuvres sur Wikidata

TAVR Media est groupe de radiodiffusion ukrainien, composé de huit chaînes de radio et deux chaînes de TV.

## Chaînes
Les chaînes que le groupe possède :

## Direction
Directeur de la société, Ihor Chernychov, directrice financière : Inna Cherkachina.